# Victoria Lovelady
Victoria Curti Alimonda Lovelady, nascida Victoria Curti Alimonda, (São Paulo, 29 de novembro de 1986), é uma jogadora brasileira de golfe profissional.
Casada com o estadunidense Jacob Cory Lovelady, administrador da Linx, trocou o nome com que era conhecida, que anteriormente era Victoria Alimonda.
Victoria, nascida na capital do estado de São Paulo, aos seis anos foi morar no Rio de Janeiro. Aos 12 anos se apaixonou pelo golfe. Antes já havia praticado natação, handebol e até futebol com os meninos da escola. Quatro anos depois da primeira tacada de sua vida, no São Fernando Golf Club, em Cotia, no estado de São Paulo, Victoria deixou o país para morar na Califórnia, nos Estados Unidos, e, definitivamente, colocar sua vida à disposição do golfe. Ficou na Califórnia por sete anos e lá se formou na Universidade do Sul da Califórnia e casou. Depois disso, foi morar na Colômbia, onde seu marido foi trabalhar e onde mora seu treinador Pedro Russi.
Atuante como profissional, representou Brasil na competição feminina de golfe nos Jogos Olímpicos de Verão de 2016, realizados no Rio de Janeiro. Terminou sua participação em quinquagésimo terceiro lugar no jogo por tacadas.